# Даниленко Юрій Костянтинович
Ю́рій Костянти́нович Даниле́нко — старший лейтенант медичної служби Збройних сил України, учасник російсько-української війни.

## З життєпису
Народився 1963 року в місті Харків. Освіта вища медична.
Закінчив Харківський державний медичний інститут у 1987 році.
Цивільна спеціальність — лікар анестезіолог-реаніматолог.
Лікар вищої кваліфікаційної категорії.

## Нагороди
За особисту мужність і героїзм, виявлені у захисті державного суверенітету та територіальної цілісності України, вірність військовій присязі під час російсько-української війни нагороджений
- орденом Данила Галицького (22.1.2015).
- медаллю «Захиснику Вітчизни»
- відзнакою Президента України «За участь в антитерористичній операції»